# یمانیه (روستا)
 یمانیه  به عربی ( الیَمانیة ) دهستانی در ناحیهٔ (التعزیة) در استان رَیمه در کشور یمن در شبه جزیره عربستان است. 

## جمعیت
جمعیت آن ۱۰۹۰۰ نفر (۱۱۰ خانوار) می‌باشد.

## روستاها
روستاهای توابع این دهستان عبارتند از:
- روستای بنی الولید
- روستای مَسامر
- روستای الحَصامی
- روستای الُخمَر

## منبع
- المقحفی، ابراهیم، احمد ، (مُعجَم المُدُن وَالقَبائِل الیَمَنِیَة) ، منشورات دار الحکمة، صنعاء، چاپ پنجم، وانتشار سال ۱۹۸۵ میلادی به (عربی).